# Дірборн (округ, Індіана)
Шаблон:StateAbbr_ 39°09′ пн. ш. 84°59′ зх. д. / 39.15° пн. ш. 84.98° зх. д.
Округ Дірборн (англ. Dearborn County) — округ (графство) у штаті Індіана, США. Ідентифікатор округу 18029.

## Історія
Округ утворений 1803 року.

## Демографія
За даними перепису 
2000 року 
загальне населення округу становило 46109 осіб, зокрема міського населення було 16944, а сільського — 29165.
Серед мешканців округу чоловіків було 22839, а жінок — 23270. В окрузі було 16832 домогосподарства, 12768 родин, які мешкали в 17791 будинках.
Середній розмір родини становив 3,13.
Віковий розподіл населення поданий у таблиці:
| Стать    | До 15 років | 15-21 | 22-29 | 30-39 | 40-49 | 50-65 | 65-85 | Понад 85 |
| -------- | ----------- | ----- | ----- | ----- | ----- | ----- | ----- | -------- |
| Чоловіки | 5347        | 2320  | 2003  | 3563  | 3863  | 3555  | 2039  | 149      |
| Жінки    | 5135        | 2132  | 1952  | 3765  | 3743  | 3573  | 2565  | 405      |

## Суміжні округи
- Франклін — північ
- Батлер, Огайо — північний схід
- Гамільтон, Огайо — схід
- Бун, Кентуккі — південний схід
- Огайо — південь
- Ріплі — захід

## Виноски
1. ↑  U.S. Decennial Census. United States Census Bureau. Архів оригіналу за 26 квітня 2015. Процитовано 10 липня 2014.
2. ↑  Historical Census Browser. University of Virginia Library. Архів оригіналу за 11 серпня 2012. Процитовано 10 липня 2014.
3. ↑  Population of Counties by Decennial Census: 1900 to 1990. United States Census Bureau. Архів оригіналу за 4 жовтня 2014. Процитовано 10 липня 2014.
4. ↑  Census 2000 PHC-T-4. Ranking Tables for Counties: 1990 and 2000 (PDF). United States Census Bureau. Архів оригіналу (PDF) за 18 грудня 2014. Процитовано 10 липня 2014.
5. ↑  Dearborn County QuickFacts. Бюро перепису населення США. Архів оригіналу за 11 липня 2011. Процитовано 17 вересня 2011.(англ.) Наведено за англійською вікіпедією.
6. ↑  American FactFinder. Бюро перепису населення США. Архів оригіналу за 21 травня 2008. Процитовано 31 січня 2008.

| США | Це незавершена стаття з географії США. Ви можете допомогти проєкту, виправивши або дописавши її. |